# Некрасова Злата Андріївна
Некрасова Злата Андріївна (нар. 10 жовтня 1991, Лабитнангі, РСФСР) — українська політична діячка, колишня заступниця голови Запорізької обласної державної адміністрації з 22 лютого 2021 по 19 травня 2023. Нагороджена орденом княгині Ольги III ступеня.

## Життєпис
Народилась 10 жовтня 1991 року в місті Лабитнангі, Ямало-Ненецький автономний округ Тюменської області. З вересня 2009 по червень 2014 навчалася у Класичному приватному університеті за спеціальністю «Правознавство».
З лютого 2019 по липень 2020 була юрисконсультом «Санаторію медичної реабілітації „Глорія“» у Приморську. З липня 2020 по січень 2021 була фахівцем з публічних закупівель «Санаторію медичної реабілітації „Глорія“». З січня 2021 по лютий 2021 була помічницею голови обласної державної адміністрації патронатної служби апарату Запорізької обласної державної адміністрації.
З 22 лютого 2021 по 19 травня 2023 була заступницею голови Запорізької обласної державної адміністрації.

## Скандали

### 2022
Була занесена у базу Миротворець за кваліфікацією «Мародерство» з іншими чиновниками Запорізької області та міста Запоріжжя через звинувачення у розкраданні гуманітарної допомоги.
31 серпня 2022 прокоментувала обшуки у себе, зазначивши, що бачить єдиною підставою обшуків те, що заявами політичні діячі намагаються створити суспільний резонанс та політичну кар'єру задля зміни влади.

### 2022—2023
31 грудня 2022 Злата Некрасова опублікувала привітання з Новим роком та фото. Як виявилося, вона перебувала у закладі «Sindhorn Midtown Hotel» у Бангкоку, столиці Таїланду.
15 січня 2023 вона повідомила, що про неї «поширюють фейкову інформацію» та поставила риторичне запитання щодо того, чи зробили «ці люди» щось для якнайшвидшої перемоги України у війні та пообіцяла дати велике інтерв'ю після перемоги.

### 2023
19 травня 2023, знаходячись за кордоном, публічно обурилася через своє звільнення. Вона заявила, що таким чином Юрій Малашко «підтримав своїх підлеглих», які, на її думку, «брали участь у створенні необхідних умов для розкрадання гуманітарної допомоги у великих розмірах». Вона прокоментувала це рішення як «грубе порушення законодавства про працю». Також, вона зауважила на тому, що інформація про її звільнення з'явилася у, на її думку, афільованому Телеграм-каналі швидше, аніж її було особисто сповіщено про це.
26 травня 2023 Юрій Малашко на пресконференції з нагоди 100 днів роботи на посаді голови ЗОВА, серед іншого, відповів на запитання «чому Злату Некрасову було звільнено тільки зараз?» те, що Злата перебувала на лікарняному через вагітність та вона не написала заяву про звільнення, як це зробили інші заступники. Після пологів Некрасова була звільнена. На зауваження щодо того, що Некрасова розказала про наміри подати судовий позов він відповів, що «вона повинна була написати заяву після призначення нового керівника ОВА». Він сказав, що впевнений у тому, що Некрасова подасть до суду і заявив: «Нічого страшного. Хай суд вирішить.».
10 червня 2023 повідомила, що 29 травня отримала Розпорядження 218-к про внесення змін до попереднього розпорядження від 19 травня. Через це вона заявила наступне: «Я знаю хто підштовхнув голову військової адміністрації на такий нечоловічий, сумнівний, незаконний крок, і на жаль, він зроблений…».
20 червня 2023 Некрасова зареєструвала адміністративний позов 280/4310/23 до Запорізького окружного адміністративного суду. У справі було призначено суддею Батрак Інну Володимирівну. Судовий розгляд заплановано на 18 липня 2023.

## Нагороди
- Орден княгині Ольги III ступеня — 24 березня 2022 року[13].